# Tamira Paszek
Tamira Paszek (født 6. december 1990 i Dornbirn, Østrig) er en professionel tennisspiller fra Østrig.